# Église Saint-Hippolyte de Paris
Pour les articles homonymes, voir Église Saint-Hippolyte.
L'église Saint-Hippolyte est une église catholique située avenue de Choisy dans le 13e arrondissement de Paris. Elle ne doit pas être confondue avec l'ancienne église Saint-Hippolyte de Paris, qui se situait rue Saint-Hippolyte au no 12 de l'actuel boulevard Arago, dans le quartier de Croulebarbe.
Elle est placée sous le vocable de saint Hippolyte, soldat romain.
Le lundi matin a lieu - hors vacances d'été - le petit café Saint-Hippolyte, café social où tous sont conviés gratuitement, notamment les personnes en état de précarité.

## Histoire
L'église a été construite de 1909 à 1924 par l'architecte Jules-Godefroy Astruc. Elle a été consacrée à saint Hippolyte en référence à Hippolyte Panhard, qui a donné le terrain sur l'emplacement des usines Panhard, ainsi qu'à l'ancienne église Saint-Hippolyte située dans le nord de l'arrondissement. 
À l'intérieur du tympan, une inscription commémorative rappelle les circonstances de l'édification :
TEMPLI HUJUS

QUO NUNC PARISIIS

SANCTI HIPPOLYTI MARTYRIS

NOMEN RENASCITUR DECUSQUE

LEO-ADULPHUS CARDINAL.(IS) AMETTE

AEDIFICANDI AUCTOR FUIT ANNO MCMX

IDEM

LUDOVICUS CARDINALIS DUBOIS

ANNO MCMXXIV FAUSTE COMPLEVIT

CUI.CREANDO.AUGENDO.PERFICIANDOQUE

GEOR.(GIUS) WIESNEGG HIER.(ONYMUS) LABOURT JOAN.(NES) GASTON

TRES EX ORDINE VICISSIM PAROCHI
FORMA A J.(ULIO) ASTRUC DESCRIPTA ET EXACTA

PIO STUDIO AC LABORE OPERAM NAVARUNT.
Le texte latin se traduit ainsi :

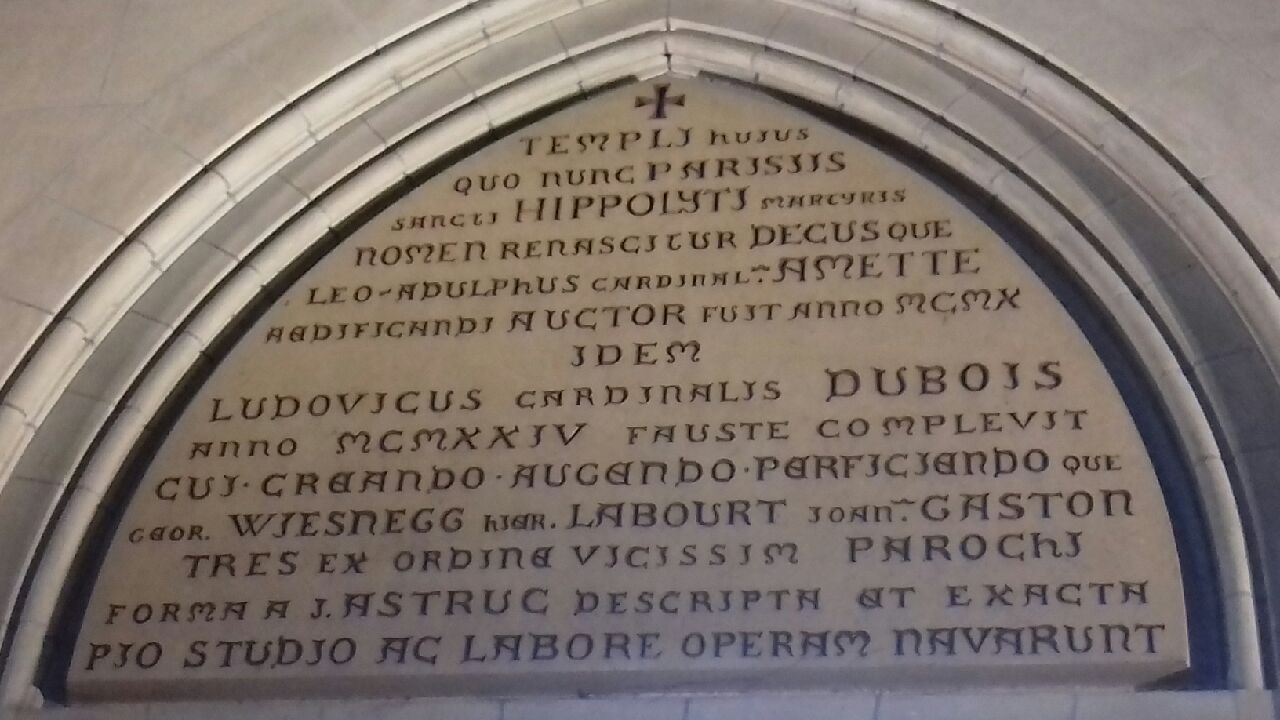
Église Saint-Hippolyte, Paris 13e, texte du tympan.

« En l'an 1909, le cardinal Léon Adolphe Amette entreprit la construction de cette église grâce à laquelle le nom et la gloire du martyr saint Hippolyte renaissent aujourd'hui auprès des Parisiens.
De plus, le cardinal Louis Dubois mena le chantier à bon terme en l'an 1924 ; les trois curés Georges Wiesnegg, Jérôme Labourt et Jean Gaston le servirent successivement, chacun à son tour, en créant, développant et parachevant l'œuvre, par un zèle et un travail pieux, selon un plan conçu et réalisé par J(ules) Astruc ».

## Intérieur

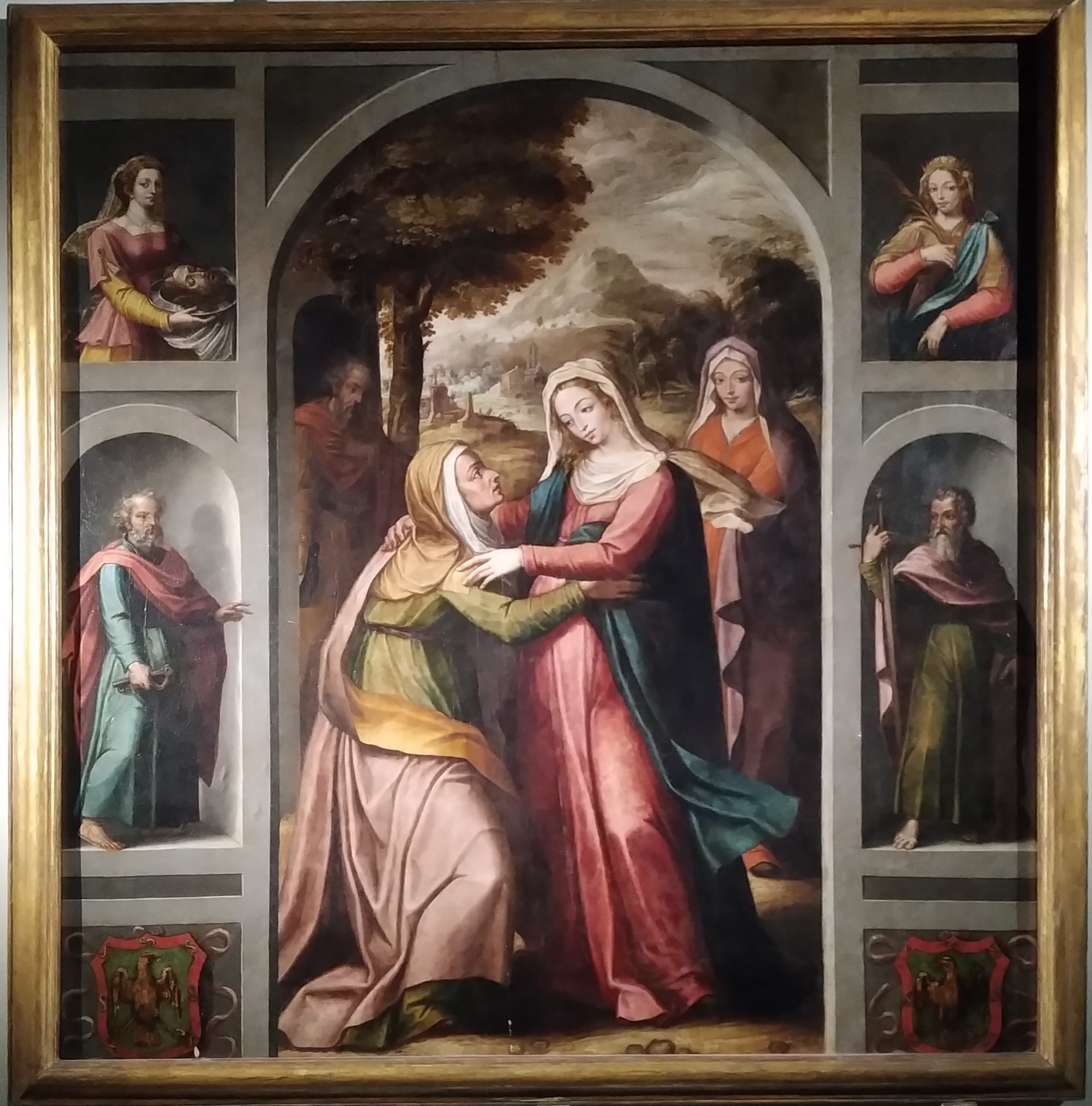
La Visitation (chœur).

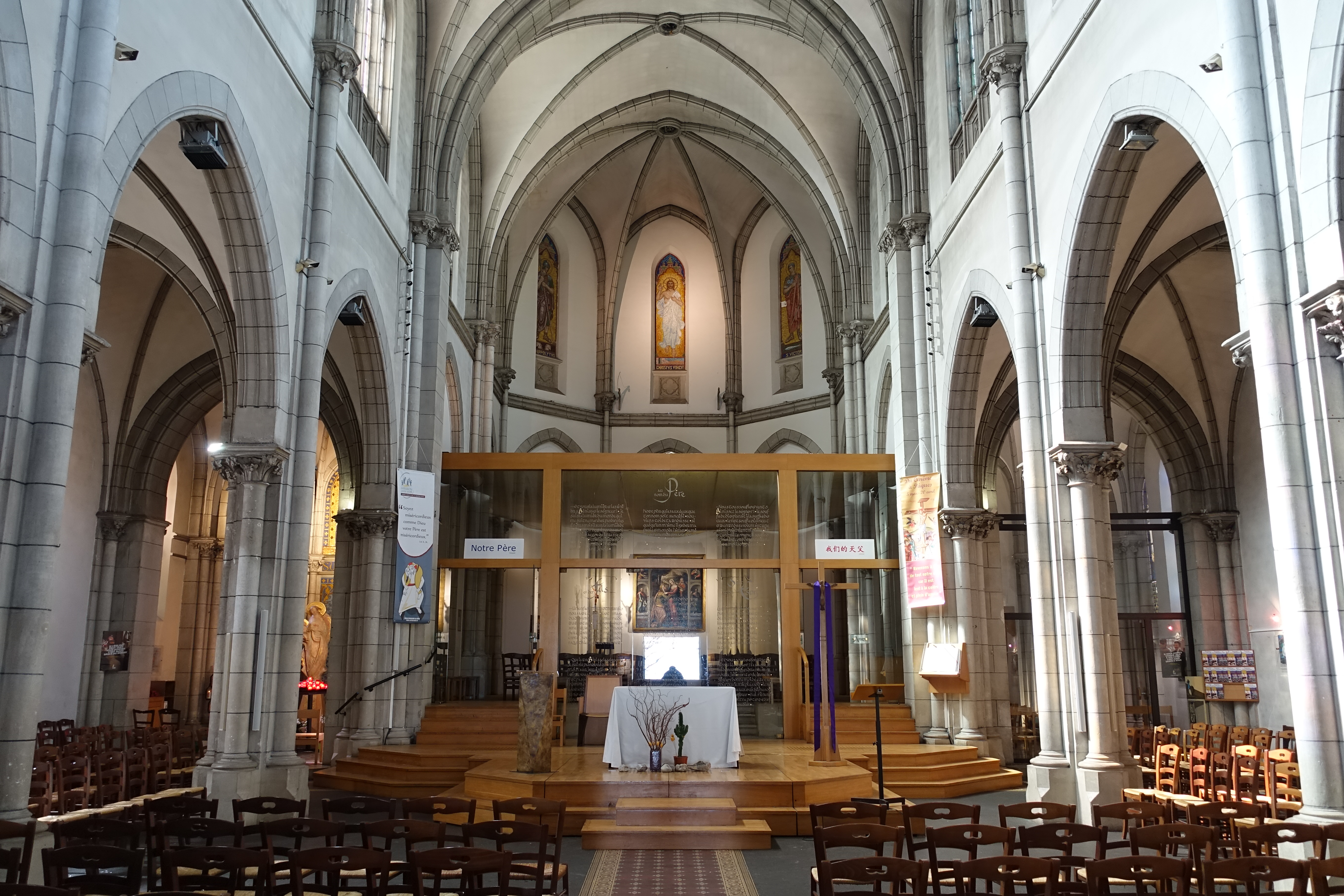
L'intérieur de l'église, la nef, le chœur et les deux chapelles absidiales.

L'église Saint-Hippolyte comprend une nef et deux bas-côtés, sans chapelles latérales. Le style est néo-gothique, avec des arcades en arcs brisés, des chapiteaux à feuillage et une voûte d'ogives.
Les bas-côtés sont ornés de vitraux représentant des saints, signés « Lux Fournier, 1926 ».
Une chapelle a été installée dans le chœur en 2001-2002 par l'architecte Paul Arnould. Un tableau de l'école française du XVIIe siècle représentant la Visitation occupe le mur du fond. La chapelle est séparée de la nef par une verrière réalisée par le calligraphe Frank Lalou. La verrière comprend neuf panneaux consacrés à la Trinité, aux cinq sens et à l'amour, avec des citations de la Bible.
La chapelle absidiale gauche est consacrée à la Vierge, avec une mosaïque d'A. Girard (1911) et une statue de la Vierge à l'Enfant, intitulée « Notre-Dame de toutes les Nations », par Dominique Kaeppelin. La chapelle absidiale droite est consacrée au Saint-Sacrement, avec une statue du Sacré-Cœur de Jésus.